# Список трагедий на футбольных стадионах мира
- 5 апреля 1902 года. Глазго. Шотландияподробнее. Матч Домашнего чемпионата Великобритании между сборными Шотландии и Англии. Рухнула трибуна стадиона «Айброкс Парк». 25 человек погибло, 517 ранено[1].

- 9 марта 1946 года. Болтон. Англия. Четвертьфинал Кубка Англии, матч «Болтон Уондерерс» — «Сток Сити». Тысячи безбилетных болельщиков прорвали заградительные барьеры, создав давку. 33 человека погибло, более 400 ранено[2].
- 4 апреля 1954 года. Тбилиси. СССР. Чемпионат СССР, матч открытия сезона «Динамо» Тбилиси — «Спартак» Москва. Многотысячная безбилетная толпа снесла железные ворота стадиона. Погибло 20 человек, официальные данные не публиковались[2].
- 30 марта 1955 года. Сантьяго. Чили. Отборочный матч Кубка Америки между сборными Чили и Аргентины. Давка при входе на стадион. Погибло 6 человек, сведений о раненых нет[2].
- 6 ноября 1955 года. Неаполь. Италия. Стадион «Сан-Паоло». Чемпионат Италии, матч «Наполи» — «Болонья». После назначения пенальти в ворота хозяев на поле и трибунах возникли массовые беспорядки со стрельбой. 152 человека раненых, в их числе 52 полицейских и карабинера.
- 14 мая 1957 года. Ленинград. СССРподробнее. Стадион имени Кирова. Чемпионат СССР, матч «Зенит» — «Торпедо» (Москва). После разгромного поражения хозяев возникли массовые беспорядки.
- 21 сентября 1962 года. Либревиль. Габон. Во время товарищеского матча между сборными Габона и Конго на стадион обрушился оползень. 9 человек погибло, более 30 ранено[2].
- 24 мая 1964 года. Лима. Перу. Национальный стадион. Матч олимпийских сборных Перу и Аргентины. Атака полиции на зрителей с применением слезоточивого газа. В давке погибло 318 человек, более 500 ранено[2].
- 23 июня 1968 года. Буэнос-Айрес. Аргентина. Стадион «Монументаль». После матча «Ривер Плейт» — «Бока Хуниорс» возникла перестрелка болельщиков. В давке погибло 74 человека.
- 25 июня 1969 года. Кирихала. Турция. В перестрелке болельщиков погибло 10 человек, 102 ранено.
- 15 июля — 20 июля 1969 года.подробнее Война Гондураса и Сальвадора после поражения гондурасцев в отборочном матче к чемпионату мира 1970 года. 3 000 убитых, 6 000 раненых.
- 25 декабря 1969 года. Букау. Заир. Открытие национального чемпионата. Давка на стадионе, вызванная приездом на матч президента Заира Мобуту Сесе Секо. 27 погибших, 52 ранено.
- 2 января 1971 года. Глазго. Шотландияподробнее. Стадион «Айброкс». На последних секундах матча «Рейнджерс» — «Селтик» возникла давка. Погибло 66 человек, 140 ранено.
- 11 февраля 1974 года. Каир. Египет. На матче национального первенства рухнула часть трибуны. Погибло 48 человек, 47 ранено.
- 31 октября 1976 года. Яунде. Камерун. Отборочный матч чемпионата мира 1978 года Камерун — Конго. Массовая драка на поле и трибунах. При разгоне дерущихся два человека погибло.
- 29 сентября 1979 года. Минск. СССР. Давка на стадионе «Трактор» после матча высшей лиги СССР между минским и московским «Динамо» из-за отсутствия разделительных перил на выходе из стадиона. Погибло 4 человека, 30 ранено.
- 8 февраля 1981 года. Пирей. Греция. Беспорядки во время матча «Олимпиакос» — «АЕК». Погибло 20 человек[3].
- 20 октября 1982 года. Москва. СССР.подробнее Стадион «Лужники». Матч Кубка УЕФА «Спартак» — «Харлем». В давке при выходе со стадиона на последних минутах матча по официальным данным погибло 66 человек[4]. Самый трагический случай в истории советского и российского спорта.
- 11 мая 1985 года. Брадфорд. Англия. Пожар на стадионе Вэлли Пэрейд. Сгорела деревянная трибуна. В огне погибло 56 человек, 265 получили ожоги[5].
- 26 мая 1985 года. Мехико. Мексика. Давка в тоннеле при входе на стадион. Погибло 8 человек, 50 тяжело раненных.
- 29 мая 1985 года. Брюссель. Бельгия.подробнее Стадион «Эйзель». Драка, учиненная фанатами «Ливерпуля» с фанатами «Ювентуса» на финальном матче Кубка европейских чемпионов. Во время драки итальянцы в панике бросились на нижний ярус трибуны, которая под тяжестью рухнула[6]. 39 человек погибло, 500 раненых.
- 12 марта 1988 года. Катманду. Непал. Во время матча на стадион внезапно обрушился ливень, зрители кинулись к выходам, но ворота оказались запертыми — из 8 выходов открытым оказался лишь один. В давке погибло 93 человека.
- 15 апреля 1989 года. Шеффилд. Англия.подробнее Стадион «Хиллсборо». В начале полуфинального матча Кубка Англии «Ноттингем Форест» — «Ливерпуль» полиция запускает в перегороженный решёткой сектор стадиона больше людей, чем он может вместить. Напирающие люди не знают, что происходит впереди. В результате в давке гибнет 96 человек, самому младшему из которых 10 лет, ещё несколько сотен человек получают травмы[7].
- 13 мая 1990 года. Загреб. Югославия.подробнее Стадион «Максимир». В беспорядках серьёзно пострадали более 85 человек, включая избитых, отравленных слезоточивым газом и получивших огнестрельные ранения.
- 14 января 1991 года. Йоханнесбург. ЮАР. Давка во время игры между «Орландо Пайретс» и «Кайзер Чифс». В результате давки погибло 42 человека.
- 5 мая 1992 года. Бастия. Франция. Во время полуфинала Кубка Франции «Бастия» — «Олимпик Марсель» рухнула часть трибуны. 15 человек погибло.
- 6 мая 1995 года. Лиссабон. Португалия. Обрушение ограждения верхнего яруса стадиона во время матча «Спортинг» — «Бенфика». Один человек разбился насмерть, 25 ранено.
- 16 октября 1996 года. Гватемала. Гватемала. Матч отборочного турнира чемпионата мира 1998 года. Гватемала — Коста-Рика. В беспорядках, сопутствовавших матчу, погибло 82 человека[8].
- 11 января 1999 года. Александрия. Египет. Матч чемпионата Египта между командами «Аль-Иттихад (футбольный клуб, Александрия)» и «Корм». В давке перед матчем погибло 11 человек.
- 9 июля 2000 года. Хараре. Зимбабве. Матч между сборными Зимбабве и ЮАР. В давке погибло 13 человек.
- 11 апреля 2001 года. Йоханнесбург. ЮАР.подробнее Матч чемпионат ЮАР «Кайзер Чифс» — «Орландо Пайретс». Гибель 41 зрителя[9].
- 9 мая 2001 года. Аккра. Гана. Матч национального чемпионата «Харт оф Оук» — «Ашанти Котоко». В давке погибло 123 зрителя[10].
- 2 февраля 2007 года. Катания. Италияподробнее[англ.].  Матч чемпионата Италии между «Катанией» и «Палермо». Погиб 1 полицейский во время беспорядков[11].
- 3 июня 2007 года. Чилилабомбве. Замбия.  Матч отборочного цикла Кубка африканских наций между сборными Замбии и Демократической республики Конго. 12 человек погибли и 46 пострадали во время давки[12].
- 25 ноября 2007 года. Салвадор. Бразилия. Матч второго дивизиона национального чемпионата «Байя» — «Вила Нова». Погибло 8 человек, более 40 человек получили ранения в результате обрушения трибуны стадиона «Фонте-Нова»[13].
- 2 июня 2008 года. Монровия. Либерия. Во время матча отборочного цикла чемпионата мира по футболу 2010 года между сборными командами Либерии и Гамбии, на стадион, вмещающий 33 000 зрителей, по поддельным билетам прошло 40 — 45 тыс. зрителей, несущая балка одной из трибун не выдержала веса зрителей и сломалась, из-за чего десятки человек упали на стоявших ниже уровнем зрителей. Началась паника и давка, в которой погибло 8 человек[14].
- 14 сентября 2008 года. Бутембо. Демократическая Республика Конго. Во время матча внутреннего чемпионата Демократической Республики Конго, между клубами «Сокозаки» и «Ниуки», голкипер клуба «Ниуки» начал колдовать во время матча. Голкипер (его имя не называется) выбежал на поле и попытался наложить на соперников из команды «Сокозаки» чары, которые должны были помочь «Ниуки» одержать победу. В результате его действий между футболистами началась драка, которая спровоцировала беспорядки среди болельщиков. Полицейские применили против болельщиков слезоточивый газ. В результате беспорядков 11 человек погибли, ещё несколько получили ранения[15].
- 29 марта 2009 года. Абиджан. Кот-д'Ивуар. Во время матча отборочного цикла чемпионата мира по футболу 2010 года между сборными командами Кот-д’Ивуара и Малави, на стадион «Феликс Уфуэ-Буаньи», вмещающий 45 000 зрителей, прорвалось 50 000 зрителей. В ответ на это полиция применила слезоточивый газ, что лишь усугубило происходящее. В образовавшейся давке погибли 22 человека, 132 получили травмы различной степени тяжести. Происходящее привело к обрушению части стены спортивного сооружения[16].
- 1 февраля 2012 года. Порт-Саид. Египетподробнее. Матч между клубами «Аль-Масри» и «Аль-Ахли», в котором хозяева одерживали победу со счётом 3:1, завершился массовым нападением зрителей на группу поддержки соперников, а затем — на тренерский штаб и игроков проигравшей команды. Драка началась в конце матча, выбежавших на поле болельщиков попытались сдержать силы полиции. В результате инцидента 73 человека погибло, ранения получили более тысячи человек. Матчи египетской Премьер-лиги были прекращены на некоторое время[17][18].

- 21 января 2013 года. Ширнак. Турция. Матч между двумя любительскими командами на местном стадионе завершился трагедией. Обильные дожди, шедшие несколько дней подряд, вызвали грязевую лавину, которая обрушилась на стадион во время игры. Поток смял трибуну, под обломками которой оказались как зрители так и футболисты. 7 человек погибло[19].

- 24 января 2022 года. Яунде. Камерун. Перед матчем 1/8 финала Кубка Африканских наций 2021 года между сборными Камеруна и Коморских островов 50 тысяч болельщиков пытались пробиться на стадион «Поль Бийя» в столице Камеруна. Полиция не сумела остановить толпу, и в результате давки погибли 8 человек, а ещё 50 получили ранения, в том числе тяжелые. Стадион «Поль Бийя» вмещает 60 тысяч человек, но из-за антикоронавирусных ограничений, согласно регламенту турнира, заполнить можно было не более 80 % мест — то есть 48 тысяч. Попытка болельщиков прорваться на незанятые места привела к трагедии[20].
- 1 октября 2022 года. Маланг[англ.], Индонезияподробнее. После поражения «Аремы» от «Персебаи» болельщики хозяев вышли на поле и устроили беспорядки. В ответ подразделения спецназа применили слезоточивый газ, люди начали задыхаться, началась паника и давка. В результате погибли по меньшей мере 182 человека, около 190 получили ранения[21].
- 20 мая 2023 года. Сан-Сальвадор. Сальвадор. На матче чемпионата Сальвадора между двумя самыми популярными клубами страны «Альянса» и «ФАС» произошла давка в результате которой погибло 12 человек и более 90 получили ранения. Инцидент произошёл на стадионе «Кускатлан», вмещающем 53 000 зрителей; непосредственное перед матчем толпа болельщиков попыталась попасть на стадион после того, как ворота уже были закрыты. Пострадавшим помощь оказывалась прямо на футбольном поле. Футбольная федерация Сальвадора приняла решение досрочно завершить чемпионат страны[22].